# Saint-Martin-la-Garenne
Saint-Martin-la-Garenne is een dorp in Frankrijk. Het ligt aan de Seine en het ligt in het Parc naturel régional du Vexin français. De plaats ligt tussen twee bochten van de Seine met een langgerekt eiland in de Seine, het Île de Saint-Martin-la Garenne. Dat hoort voor het grootste deel bij de Saint-Martin-la-Garenne, het andere deel hoort bij Vétheuil, de gemeente naast Saint-Martin-la-Garenne.  

## Kaart
De onderstaande kaart toont de ligging van Saint-Martin-la-Garenne met de belangrijkste infrastructuur en aangrenzende gemeenten.

## Demografie
Onderstaande figuur toont het verloop van het inwonertal, bron: INSEE-tellingen. 